# 兽人必须死
《兽人必须死》是由罗伯特娱乐开发的动作塔防游戏。与其他的塔防游戏不同，该游戏使用第三人称视角而非俯视视角。在Penny Arcade Expo East 2011证实该游戏的存在，2011年10月5日在Xbox Live Arcade发行，2011年10月12日发行Windows版本。

## 评价与反响
Joystiq给了4星评价（满分5星），称这是一个“精心调校的死亡旋转室”。IGN赞扬游戏长度以及战斗系统。该游戏在Xbox和PC售出超过5万份。